# Letoon
Letoon é um antigo santuário dedicado à deusa grega Leto (a Latona da mitologia romana), perto de Xanto, que foi um dos mais importantes centros religiosos na Lícia. O sítio situa-se entre as cidades de Kaş e Fethiye, na província turca de Antália, aproximadamente 4 km a sul de Xanto. Juntamente com esta antiga cidade, o sítio de Letoon está inscrito na lista de Património Mundial da UNESCO.
Os achados arqueológicos no sítio, que nunca foi uma povoação permanentemente ocupada, mas permaneceu essencialmente um centro religioso, datam do século VI a.C., antes da hegemonia cultural dos gregos na Lícia, que começou em princípios do século IV a.C. Em tempos antigos o local já era provavelmente consagrado ao culto de uma antiga deusa-mãe - chamada Eni Mahanahi na Lícia - que foi superado pela veneração a Leto.